# Stade Émile-Stahl
Le stade Émile-Stahl, anciennement appelé stade de la porte de Kehl, est situé sur la commune de Strasbourg.
D'une capacité de 3 000 places (dont 600 places assises), son club résident est l'Association sportive Pierrots Vauban de Strasbourg, un club évoluant en Nationale 3 depuis la saison 2018-2019.
C'est le deuxième plus grand stade de football de la ville après le stade de la Meinau.

## Histoire
Le stade a été construit aux alentours de 1920. L'AS Pierrots Vauban s'y installe pendant la Seconde Guerre mondiale.
Appelé pendant longtemps Stade de la porte de Kehl, celui-ci est renommé Stade Émile-Stahl le 22 août 2009, en l'honneur d'un ancien dirigeant du club résident. Ce changement de nom est inauguré par le maire de Strasbourg, Roland Ries, accompagné du président du club et d'autres personnalités.

## Terrains
Le stade possède deux terrains de football :
- le terrain d'honneur, en pelouse naturelle, entouré d'une grille, sur lequel donne la tribune.

Il est classé niveau 4 (sur 6 niveaux) par la FFF, conforme pour accueillir des matchs de National 3.
Éclairage niveau E3 (sur 4 niveaux) par la LAFA avec 386 lux de moyenne.
- le terrain en pelouse synthétique, situé de l'autre côté de la rue du Grand Pont

Les deux terrains sont reliés par un tunnel passant sous la rue du Grand Pont. Deux autres terrains plus petits sont également présents (synthétique et stabilisé).

## Affluences
| Rang | Spectateurs | Compétition                           | Rencontre                                                                      | Date           |
| ---- | ----------- | ------------------------------------- | ------------------------------------------------------------------------------ | -------------- |
| 1    | 2 600,      | Coupe de France de football 2022-2023 | FCO Strasbourg Koenigshoffen (R1) - Clermont Foot 63 (L1) 0 - 0 4 - 3 t. a. b. | 7 janvier 2023 |
| 2    | 1 146       | Division d'Honneur Alsace             | AS Pierrots Vauban - RC StrasbourgR                                            | 14 mars 2015   |